# De ce este ucis un magistrat
De ce este ucis un magistrat (titlul original: în italiană Perché si uccide un magistrato) este un film dramatic-polițist italian, realizat în 1975 de regizorul Damiano Damiani, protagoniști fiind actorii Franco Nero, Françoise Fabian, Pierluigi Aprà și Giancarlo Badessi.

## Rezumat
Tânărul regizor Giacomo Solaris sosește la Palermo, concomitent cu prezentarea în public a filmului sâu, „Palatul de justiție” care stârnește senzație, smulge aplauzele publicului și, desigur, obține un mare succes. De fapt,S olaris a cules informații de la comisarul Zamagna, prietenul său, de la constructorul mafiot Terracina, un alt aliat, precum și de la elementele aflate în mâna redacției ziarului tabloid „Sicilia Notte”, în film descriind greșelile unui înalt magistrat local și încheiat cu uciderea acestuia de către un fanatic.
Întrucât legătura dintre personajul ficțiunii cinematografice și procurorul Alberto Traini este transparentă, politicienii și membrii mafiei încearcă în grabă să-l apere de orice repercusiuni ale scandalului. Dar situația se încinge când Traini este ucis. Solarii, cu scrupulul de a fi provocat tragedia, cercetează pentru a-i arăta doamnei Antonia Traini exactitatea acuzațiilor cuprinse în film, și ajunge să descopere că procurorul a fost ucis din cu totul alte motive.

## Distribuție
- Franco Nero – Giacomo Solaris
- Françoise Fabian – Antonia Traini
- Pierluigi Aprà – judecătorul De Fornari
- Giancarlo Badessi – onorabilul Derrasi
- Ennio Balbo – judecătorul de instrucție
- Luciano Catenacci – avocatul Meloria
- Giorgio Cerioni – dr. Valgardeni
- Tano Cimarosa – Tano Barra
- Mico Cundari – editorul ziarului „Sicilia Notte”
- Eva Czemerys – Sibilla
- Enrico Di Marco – reporterul cu ochelari
- Claudio Gora – actorul care joacă rolul procurorului
- Marco Guglielmi – procurorul Alberto Traini
- Salvatore Moscardini – Toruzzo
- Claudio Nicastro – secretarul de partid
- Renzo Palmer – Vincenzo Terrasini
- Elio Zamuto – onorabilul Ugo Selimi
- Gianni Zavota – comisarul Zamagna
- Giovanni Miceli –
- Michelangelo Di Benedetto –
- Sergio Valentini – Bellolampo